# Antony Lant
Antony "Antton" Lant jest brytyjskim perkusistą, najlepiej znanym z uczestnictwa w brytyjskim black metalowym Venomie. Był on jego perkusistą w latach 2000-2009 i nagrał wówczas trzy albumy. Jego najstarszym bratem jest Graham Lant - perkusista Prefab Sprout. Jest również bratem, wokalisty Venomu, Cronosa. Opuścił Venom na skutek zaangażowania w działalność groove metalowego zespołu DEF CON ONE. Był również członkiem zespołu Dryll wraz z Jeffreyem "Mantasem" Dunnem. Poza tym, że jest perkusistą, potrafi również grać na gitarze. Antton był perkusistą w Mpire of Evil do 2012 roku. W 2012 DEF CON ONE wydało album "Warfare".

## Dyskografia

### Z Venomem
- Resurrection (2000)
- Metal Black (2006)
- Hell (2008)

### Z Mpire of Evil
- Creatures of The Black (2011)
- Hell to the Holy (2012)

### Z Def Con One
- Warfare (2012)
- II (2014)